# Derek Bok
Pour les articles homonymes, voir Bok.
Derek Curtis Bok (né le 22 mars 1930 à Bryn Mawr) est un avocat américain, ancien président de l'université Harvard.

## Biographie
Derek Bok est diplômé de l'université Stanford (1951), de la faculté de droit de Harvard (1954) et de l'université George Washington (1958). Dès 1958, il enseigne le droit à la faculté de droit de Harvard avant d'en devenir le doyen de 1968 à 1971. Il est nommé 25e président de l'université Harvard en 1971 et occupe ce poste jusqu'en 1991.
En 2001, il est récipiendaire du Grawemeyer Award en éducation.
À la suite de la démission de Lawrence Summers, il a assuré l'intérim de la présidence de l'université Harvard du 1er juillet 2006 au 30 juin 2007, date de la nomination de Drew Gilpin Faust. Actuellement, il continue d'enseigner à la Harvard Graduate School of Education (en) et à la John F. Kennedy School of Government.
Derek Bok est marié avec Sissela Myrdal (fille de l'économiste suédois Gunnar Myrdal).